# 里奇港 (佛罗里达州)
里奇港（英語：Port Richey），是美国佛罗里达州帕斯科縣下属的一座城市。建立于1925年。面积约为7.1平方公里（约合2.7平方英里）。根据2010年美国人口普查，该市有人口2,671人。论人口在本州排行第262。